# Parafia Znalezienia Krzyża Świętego w Nowym Rybiu
Parafia Znalezienia Świętego Krzyża w Nowym Rybiu - parafia rzymskokatolicka, należąca do dekanatu Tymbark w diecezji tarnowskiej. Swoim zasięgiem obejmuje wsie Nowe Rybie, Stare Rybie, Rupniów oraz część Kisielówki. Opiekę nad nią sprawują księża diecezjalni.
Proboszczem parafii jest ksiądz Jerzy Kulpa.

## Historia
Parafia w Nowym Rybiu założona została na początku XIV wieku, o czym świadczy wzmianka w Schematyzmie Diecezji Tarnowskiej. Fundatorem parafia i darczyńcą gruntów był ówczesny właściciel wsi - Jordan Spytek.
Nie wiadomo dokładnie, kiedy wybudowano tu pierwszy kościół, jednak na pewno spłonął on w 1795. Został odbudowany przez właściciela wsi - Gabriela Grzembskiego. Konsekracji nowej świątyni dokonał w 1867 biskup Alojzy Pukalski. 
Kościół był kilkakrotnie remontowany. Najpoważniejsze prace wykonano w latach 1993-1997. Po przywróceniu dawnej świetności świątyni, została ona wpisana w 2006 do rejestru zabytków województwa małopolskiego.

## Kościół
Funkcję kościoła parafialnego spełnia zabytkowy gotycki kościół pod wezwaniem Znalezienia Krzyża Świętego i Świętej Trójcy. Ponadto parafia administruje również dwiema kaplicami dojazdowymi: kaplicą pw. Matki Boskiej Częstochowskiej w Rupniowie oraz kaplicą pw. Matki Bożej Ostrobramskiej w Starym Rybiu.